# 长门赋
《长门赋》，最早见于南梁萧统编著的《昭明文选》。其序言提到西汉司马相如作于汉武帝时。据说是受了失宠的陈皇后的百金重托写成的。武帝读后，大为感动，陈皇后遂复得宠。
赋前有序，说明作赋缘由（疑为后人所作）。先以武帝口吻说“朝往而暮来”，但武帝喜新忘旧。接着改为陈皇后口吻，写她登兰台远望，浮云四塞，天色昏暗，雷鸣风飘，玄猿长吟，而君不再来。再描写宫室虽好而寂寞难耐，明月自照，抚琴长愁，只能涕泪纵横，舒息增叹。最后写梦中见君王在侧，然醒后仍是孤身一人，夜长难过，体现了失宠宫人望君不至的心理。全赋想象丰富，层次清楚，描写细腻，工于铺叙，在汉赋中别出一格，对后世闺情宫怨诗歌有很大影响。
由于序言提及武帝的谥号，司马相如不可能知道，故應為他序；而历史上後宮之事不載，武帝对陈皇后有没有复幸之事，或臨幸長門宮，並無詳細記載，據《三輔黃圖》紀載長門宮是是附屬甘泉宮之下。（甘泉宮為漢武帝避暑夏宮，鉤弋夫人亦死於甘泉宮。）《长门赋》也被认为是后人伪作。

## 原文
长门赋，维基文库 （页面存档备份，存于）：
|                              | 夫何一佳人兮，步逍遥以自虞。魂逾佚而不反兮，形枯槁而独居。言我朝往而暮来兮，饮食乐而忘人。心慊移而不省故兮，交得意而相亲。 伊予志之慢愚兮，怀真悫之欢心。愿赐问而自进兮，得尚君之玉音。奉虚言而望诚兮，期城南之离宫。修薄具而自设兮，君曾不肯乎幸临。 |
| ——司马相如，《长门赋》第一段 | |